# 50.ª División (Ejército franquista)
La 50.ª División fue una División del Ejército franquista que combatió en la Guerra Civil Española. Llegó a tomar parte en la Batalla del Ebro y en la Campaña de Cataluña, formando parte del Cuerpo de Ejército Marroquí.

## Historial
La unidad fue creada en mayo de 1938, en el seno del Cuerpo de Ejército Marroquí, teniendo por comandante al coronel de caballería Luis Campos-Guereta Martínez y por jefe de Estado Mayor al comandante de Estado Mayor Luis de Lamo Peris. La división, compuesta principalmente por fuerzas de reemplazo, cubría en julio de 1938 el sector del río Ebro que iba desde Mequinenza hasta Cherta. Tenía su cuartel general en Gandesa, un importante centro de comunicaciones.

### Batalla del Ebro
La madrugada del 25 de julio las posiciones de la división fueron atacadas por los republicanos, logrando desbaratar sus comunicaciones y defensas. Ello constituyó el comienzo de la batalla del Ebro. Desde Gandesa se envió como refuerzo al 5.º tabor de Regulares de Melilla, pero cuando este entró en contacto con las vanguardias republicanas fue incapaz de mantener sus posiciones y se vio obligado a retirarse, tras haber perdido al 80% de sus efectivos. Tras unas horas de combates el eje defensivo de la división se encontraba deshecho, con sus fuerzas muy dispersadas, y a las 07:30 h. el coronel Campos solicitó permiso para retirarse hacia el interior.
La 50.ª División sufrió importantes pérdidas tanto en hombres como en material. Las pérdidas materiales de la unidad fueron tales que la 43.ª División republicana sería reequipada con el armamento capturado a la 50.ª División franquista. La división fue retirada del frente y enviada a la retaguardia, donde se reconstruyó; el mando de la unidad recayó en el teniente coronel Manuel Coco Rodríguez, que antes había mandado una brigada de la 105.ª División. Pasó a cubrir el frente que iba desde Puebla de Masaluca a Villalba de los Arcos. En noviembre participó en la última contraofensiva franquista, avanzando hacia el río Ebro a través de la Ermita de San Francisco.

### Final de la guerra
La división participaría en la ofensiva de Cataluña. A comienzos de enero de 1939 cruzó el río Ebro por Ascó, estableciendo contacto con la 13.ª División. Posteriormente avanzaría por tierras de Tarragona y Barcelona. En marzo de 1939 participó en la ofensiva final de la guerra civil.
La división sería disuelta tras el final de la contienda.